# ザ・ギフト 〜夢の贈りもの
『ザ・ギフト 〜夢の贈りもの』（原題：THE GIFT、直訳は「贈り物」）は、2010年11月8日発売のスーザン・ボイルのセカンド・アルバム。日本は2010年11月10日発売。

## 概要
クリスマスを連想してしまう内容のアルバム作品。世界の一部有名な曲のカバーや、ウィンター・シーズン曲、クリスマス・ソングなど風格を収録。全世界からスーザンのデュエット相手で選ばれた、と一緒に歌うデュエット曲も収録。日本盤限定ボーナストラックとして『ひこうき雲 〜Vapor Trail〜』を収録。歌詞の対訳付ブックレットを収録。全イギリスのアルバム・チャート1位再び獲得に続き、米国ビルボードのアルバム・チャートでも初登場1位を獲得した。 

## 収録曲
1. パーフェクト・デイ [4:30]
2. ハレルヤ [3:52]
3. ドゥ・ユー・ヒア・ホワット・アイ・ヒア [3:54]
4. ドント・ドリーム・イッツ・オーヴァー [3:47]
5. ザ・ファースト・ノエル（牧人 羊を） [2:59]
6. オー・ホーリー・ナイト（さやかに星はきらめき） [4:04]
7. まぶねの中で（飼い葉の桶で） [2:55]
8. メイク・ミー・ア・チャンネル・オブ・ユア・ピース（平和の祈り〜アッシジの聖フランシスコ） [4:23]
9. 蛍の光 [2:44]
10. 神の御子は今宵しも [2:07]
11. ひこうき雲 〜Vapor Trail〜 [3:46]
  - （日本盤ボーナス・トラック）